# Vireo magister
El vireo yucateco (en México) o vireo de Yucatán (en Honduras) (Vireo magister), es una especie de ave paseriforme de la familia Vireonidae perteneciente al numeroso género Vireo. Es nativo de México e islas caribeñas cercanas.

## Distribución y hábitat
Se distribuye en la península de Yucatán en México y Belice e islas adyacentes de México, Belice y Honduras y en las Islas Cayman. Existe un único registro documentado en los Estados Unidos, en Texas.
Su hábitat preferencial es el bosque seco y los matorrales húmedos tropicales y subtropicales.

## Subespecies
Según la clasificación del Congreso Ornitológico Internacional (IOC) (Versión 6.2, 2016) se reconocen 4 subespecies, con su correspondiente distribución geográfica:
- Vireo magister magister (Baird, 1871) - sureste de México (Quintana Roo, incluyendo las islas de Mujeres y Cozumel) y Belice.
- Vireo magister decoloratus (Phillips, AR), 1991 - islas del litoral de Belice (Ambergris Caye al sur hasta las islas Turneffe).
- Vireo magister stilesi (Phillips, AR), 1991 - Glover's Reef (Belice) e islas Bay (litoral norte de Honduras).
- Vireo magister caymanensis Cory, 1887 - isla Gran Caimán.